# Reg Gasnier
Reg Gasnier AM (* 12. Mai 1939 in Sydney, New South Wales; † 11. Mai 2014 ebenda) war ein australischer Rugby-League-Spieler und Trainer.
Gasnier wurde unter anderem in die Liste Australian rugby league’s 100 greatest players und das so genannte „Team of the Century“ aufgenommen und ist Mitglied in der Australian Rugby League Hall of Fame und der Sport Australia Hall of Fame.

## Karriere
Reg Gasnier wurde in Mortdale, einem südlichen Vorort von Sydney geboren. Auf der Sutherland Intermediate High School begann er mit dem Spielen von Rugby und Cricket. Später besuchte er die Sydney Technical High School in Bexley, einem anderen südlichen Vorort von Sydney, wo er ebenfalls Rugby und Cricket spielte. Schließlich begann er mit dem Rugbyspielen für den Juniorenverein Renown United.

### St. George Dragons
1957 unterschrieb Gasnier im Alter von 18 Jahren einen Vertrag bei den St. George Dragons für die Saison 1958. Nach nur sechs Spielen mit der drittklassigen Mannschaft wurde er in die reguläre Mannschaft aufgenommen, und nach fünf Spielen mit dieser wurde er in die Auswahlmannschaft des Bundesstaats New South Wales gewählt.
Gasnier wurde ein wichtiger Bestandteil der Dragons und gewann mit ihnen 6 Meisterschaften. 1967 beendete er seine Karriere bei den Dragons nach 125 Spielen, in denen er 127 Versuche gelegt hatte.

### Nationalmannschaft
1959 hatte Gasnier sein Debüt für die australische Nationalmannschaft bei einem Testspiel gegen Neuseeland in Sydney. Anschließend nahm er an zwei weiteren Testspielen und einer Tour durch Großbritannien teil. In einer dreiteiligen Testspielserie gegen Großbritannien erzielte er im ersten Spiel, das Australien 22:14 gewann, einen Hattrick, die nächsten Spiele verlor Australien allerdings 10:11 und 12:18. 1960 nahm er mit Australien an der Rugby-League-Weltmeisterschaft teil.
1962 war Gasnier im Alter von 23 Jahren und 28 Tagen Kapitän der australischen Nationalmannschaft in einem Spiel gegen England, was ihn zum jüngsten Kapitän der australischen Nationalmannschaft machte. 1963 und 1967 nahm er erneut an Touren durch Europa teil. Seine Karriere endete 1967, als er sich während eines Spiels gegen eine französische Provinzmannschaft das Bein brach. Mit 39 Spielen (36 Testspielen und 3 WM-Spielen) war Gasnier nach Karriereende der Spieler mit den meisten Länderspielen, ein Rekord, der erst 1992 durch Mal Meninga gebrochen werden sollte.

### Anschließende Karriere
Nach seinem Karriereende als aktiver Spieler beschäftigte sich Gasnier als Sportjournalist- und Kommentator weiterhin mit Rugby League. Er arbeitete unter anderem für ABC.

## Privatleben
Während er die Sydney Technical High School besuchte, lernte Gasnier seine Frau Maureen Sullivan kennen, die er 1962 heiratete. Mit ihr hatte er zwei Kinder, einen Sohn und eine Tochter. Er ist außerdem der Onkel des Rugby-League-Spielers Mark Gasnier.
2010 unterzog er sich einer Operation, um Tumoren aus seinem Hals und seinem Gehirn entfernen zu lassen. Am 11. Mai 2014 starb er im Alter von 74 Jahren in einem Pflegeheim.

## Ehrungen
1981 wurde Gasnier zusammen mit Clive Churchill, Johnny Raper und Bob Fulton von der australischen Zeitung Rugby League Week zu den sogenannten „Immortals“ gewählt. Im Dezember desselben Jahres wurde er in die Sport Australia Hall of Fame aufgenommen. 1989 wurde er ein Member des Order of Australia und erhielt zudem eine Mitgliedschaft auf Lebenszeit bei den St. George Dragons.
Im Jahr 2000 erhielt er die Australian Sports Medal, ein Jahr später erhielt er außerdem die Centenary Medal. 2002 wurde er in die Australian Rugby League Hall of Fame aufgenommen.
2014 wurde in der Nähe des Jubilee Oval, wo die St. George Dragons früher ihre Spiele hatten, ihm zu Ehren eine Ehrenplakette enthüllt. Die Enthüllung fand durch seine Frau und seine beiden Kinder statt.